# 特莫克语
特莫克语是马来西亚彭亨一种极度濒危的南亚语系语言。特莫克语属于塞梅莱语支，与塞梅莱语、塞莫克贝里语、马赫梅里语同属一支。